# Brod (distrikt Brčko)
Brod je naseljeno mjesto u sastavu distrikta Brčko, BiH. Graniči sa Grbavicom na sjeveru, gradom Brčko na istoku, Omerbegovačom na jugoistoku, i Brkom na jugozapadu. Kroz ovo mjesto teče rijeka Brka koja se ulijeva u Savu. 

## Stanovništvo
| Brod               |               |               |               |
| godina popisa      | 1991.         | 1981.         | 1971.         |
| Muslimani          | 938 (90,01 %) | 856 (86,99 %) | 588 (92,74 %) |
| Srbi               | 50 (4,79 %)   | 29 (2,94 %)   | 26 (4,10 %)   |
| Hrvati             | 6 (0,57 %)    | 11 (1,11 %)   | 14 (2,20 %)   |
| Jugoslaveni        | 28 (2,68 %)   | 78 (7,92 %)   | 3 (0,47 %)    |
| ostali i nepoznato | 20 (1,91 %)   | 10 (1,01 %)   | 3 (0,47 %)    |
| ukupno             | 1042          | 984           | 634           |

## Sport
Brod posjeduje sportski aerodrom.
- FK Posavina Brod